# Seljaci
Seljaci is een plaats in de gemeente Buzet in de Kroatische provincie Istrië. De plaats telt 23 inwoners (2001).